# ジーメンス水銀単位
ジーメンス水銀単位（ジーメンスすいぎんたんい、Siemens mercury unit）は、かつて使われた電気抵抗の単位である。

## 定義
長さ100センチメートル、断面積1平方ミリメートルの水銀柱の温度0°Cにおける電気抵抗と定義される。国際単位系(SI)の単位に換算すると約0.9537オームで、現在のオームにほぼ等しい。定義に水銀が使われるのは、常温で液体の水銀は断面積の調整が容易なためである。
1メートルもの長さの全てにわたって断面積が一定のガラス管を作るのは難しいため、実際には断面積ではなく水銀の重さで指定されることも多かった。

## 歴史
ドイツの物理学者ヴェルナー・フォン・ジーメンスが1860年に科学雑誌『アナーレン・デア・フィジーク』で提案した。
当時の単位系の標準はCGS-emu単位系であるが、その電気抵抗の単位（便宜上アブオーム と呼ばれる）は現在のオームで表すと10-9オームとなり、値が小さすぎて扱いにくいものだった。ジーメンス水銀単位は、実験室で再現可能な量を単位接頭辞なしで表すための実用単位(practice unit)として提案されたものである。1874年、英国科学振興協会(BAAS)が、CGS-emuの電気抵抗の単位の109倍と定義した新しい電気抵抗の単位「オーム」を採用したが、この109という係数は、ジーメンスの水銀単位とほぼ同じ量になるように選ばれたものである。